# I guardiani del giorno
I guardiani del giorno (nell'originale russo: Дневной дозор, Dnevnoi Dozor) è un romanzo di Sergej Luk'janenko, pubblicato nel 1998 e secondo di una serie di sei romanzi, nota come Ciclo dei Guardiani. Il genere dell'opera spazia dal fantasy al gotico all'horror, ambientandosi nella Mosca contemporanea.

## Ambientazione
La storia prosegue dal primo romanzo I guardiani della notte portando avanti il confronto fra le due fazioni opposte degli esseri soprannaturali, chiamati gli Altri. Da una parte la Guardia della notte, un'organizzazione che ha come obiettivo finale il bene del mondo, pur non essendo completamente estranea a sotterfugi e compromessi per riuscire a ottenere il suo scopo; dall'altra la Guardia del giorno, imperniata su una filosofia gretta che fa della libertà individuale il più alto ideale e del tornaconto personale l'obiettivo principale, in lotta con la guardia della notte per portare adepti alla propria causa. Questo libro è ambientato in Russia di preciso a Mosca.

## Trama
Questo libro è scritto in prima persona. Alisa perde le forze e, per riacquistarle, va in "vacanza" (con l'appoggio di Zavulon) in un campeggio dove si innamora di Igor, un ragazzo apparentemente qualunque. Alisa sceglie di nutrirsi degli incubi dei bambini del campeggio per riacquistare le sue forze.
Ma colui di cui la strega Alisa si innamora si rivela un mago della Luce: da questo nascerà la trama della storia, incentrata sul tentativo di supremazia di una delle Parti.
Parallelamente a questi eventi, accade un evento rarissimo a Mosca: l'apparizione dello Specchio. Esso è un'emanazione diretta del Crepuscolo, e non può in alcun modo essere fermato. Il suo compito è di ristabilire l'equilibrio tra le due parti quando si crea un dislivello di potenza tra la Luce e le Tenebre. Geser rivela in seguito che in Russia lo Specchio è già comparso nove volte, delle quali solo due a favore della Luce. Perciò lo scontro si rivela più duro del previsto.

## Edizioni
- Sergej Luk'janenko, Vladimir Vasilyev, I guardiani del giorno, traduzione di Nadia Cicognini, Cristina Moroni, collana oscar bestseller, Arnoldo Mondadori Editore, 2007,  p. 460, ISBN 978-88-04-57466-8.